# Olympische Sommerspiele 1988/Radsport
Bei den XXVII. Olympischen Sommerspielen 1988 in Seoul fanden neun Wettkämpfe im Radsport statt.
Die Bahnwettbewerbe fanden auf dem Velodrom von Seoul statt. Diese Radrennbahn war von dem deutschen Architekten Clemens Schürmann konstruiert worden. Sie war 333, 33 Meter lang und 7 Meter breit und aus afrikanischem Holz gefertigt. Die Kurvenüberhöhung betrug 38 Grad.

## Männer

### Bahn

#### Sprint
| Platz | Land | Athlet         |
| ----- | ---- | -------------- |
| 1     | GDR  | Lutz Heßlich   |
| 2     | URS  | Nikolai Kowsch |
| 3     | AUS  | Gary Neiwand   |

21. bis 24. September

#### 1000 m Zeitfahren
| Platz | Land | Athlet                 | Zeit         |
| ----- | ---- | ---------------------- | ------------ |
| 1     | URS  | Alexander Kiritschenko | 1:04,499 min |
| 2     | AUS  | Martin Vinnicombe      | 1:04,784 min |
| 3     | FRG  | Robert Lechner         | 1:05,114 min |

20. September

#### 4000 m Einerverfolgung
| Platz | Land | Athlet           |
| ----- | ---- | ---------------- |
| 1     | URS  | Gintautas Umaras |
| 2     | AUS  | Dean Woods       |
| 3     | GDR  | Bernd Dittert    |

20. bis 22. September

#### Punktefahren 50 km
| Platz | Land | Athlet        | Punkte                 |
| ----- | ---- | ------------- | ---------------------- |
| 1     | DEN  | Dan Frost     | 38                     |
| 2     | NED  | Leo Peelen    | 26                     |
| 3     | URS  | Marat Ganejew | 46 P. (1 Runde zurück) |

21. bis 24. September

#### 4000 m Mannschaftsverfolgung
| Platz | Land | Athleten                                                                                |
| ----- | ---- | --------------------------------------------------------------------------------------- |
| 1     | URS  | Wjatscheslaw Jekimow Artūras Kasputis Dmitri Neljubin Gintautas Umaras Mindaugas Umaras |
| 2     | GDR  | Steffen Blochwitz Roland Hennig Dirk Meier Carsten Wolf                                 |
| 3     | AUS  | Brett Dutton Wayne McCarney Stephen McGlede Dean Woods                                  |

23. bis 24. September

### Straße

#### Einzelrennen (196,8 km)
| Platz | Land | Athlet         | Zeit      |
| ----- | ---- | -------------- | --------- |
| 1     | GDR  | Olaf Ludwig    | 4:32:22 h |
| 2     | FRG  | Bernd Gröne    | 4:32:25 h |
| 3     | FRG  | Christian Henn | 4:32:46 h |

27. September

#### Mannschaftszeitfahren (100 km)
| Platz | Land | Athleten                                                             | Zeit        |
| ----- | ---- | -------------------------------------------------------------------- | ----------- |
| 1     | GDR  | Uwe Ampler Mario Kummer Maik Landsmann Jan Schur                     | 1:57:47,7 h |
| 2     | POL  | Joachim Halupczok Zenon Jaskuła Marek Leśniewski Andrzej Sypytkowski | 1:57:54,2 h |
| 3     | SWE  | Anders Jarl Björn Johansson Jan Karlsson Michel Lafis                | 1:59:47,3 h |

18. September

## Frauen

### Bahn
Sprint
| Platz | Land | Athletin                    |
| ----- | ---- | --------------------------- |
| 1     | URS  | Erika Salumäe               |
| 2     | GDR  | Christa Luding-Rothenburger |
| 3     | USA  | Connie Paraskevin-Young     |

21. bis 24. September

### Straße
Einzelrennen (70 km)
| Platz | Land | Athletin        | Zeit      |
| ----- | ---- | --------------- | --------- |
| 1     | NED  | Monique Knol    | 2:00:52 h |
| 2     | FRG  | Jutta Niehaus   | 2:00:52 h |
| 3     | URS  | Laima Zilporytė | 2:00:52 h |

26. September